# Bodhgaya
Bodhgaya, (sanskrit Bodhgayā ; hindi बोधगया), est une ville indienne située dans l'État du Bihar, à une centaine de kilomètres au sud de Patna. La ville est célèbre pour être le lieu où Siddharta Gautama a atteint l'illumination et l'état de Bouddha. À ce titre, le site est considéré comme l'un des quatre lieux saints du bouddhisme.

## Géographie
La ville se trouve sur la rive occidentale de la rivière Phalgu (en).

## Histoire
Bodhgaya est l'endroit où Siddhartha Gautama a atteint l'illumination et par là même l'état de Bouddha.
Le premier temple de la Mahabodhi doit sa construction à l'empereur Ashoka, mais le bâtiment connaîtra plusieurs reconstructions, en particulier au Ier siècle av. J.-C., puis fin IIe siècle et finalement au IVe siècle. Après être tombé dans l'oubli à la suite des invasions musulmanes du XIIe siècle, il subira plusieurs restaurations, la première par les Birmans au XIIIe siècle, puis une nouvelle par l'archéologue Alexander Cunningham en 1844[réf. souhaitée], et enfin par le moine Anagarika Dharmapala à partir de 1891. À partir de 1949, fin de la restauration, le site est redevenu un lieu de pèlerinage très fréquenté des bouddhistes.
Le 7 juillet 2013, une dizaine d'explosions de faible puissance a fait des dégâts mineurs en divers lieux du sanctuaire. Il y a eu deux blessés, mais l'arbre sacré n’a pas été endommagé. (Voir : Attentat de Bodhgaya en 2013 (en)).
En janvier 2018, deux petites bombes ont été découvertes et désamorcées dans la rivière sans causer de dégâts. Les mesures de protection se durcissent à la suite de ces deux événements. En mars 2018, le plan de circulation de la ville est repensé et la présence policière renforcée, ce qui fait aujourd'hui du centre le plus sacré une zone calme et sûre.

## Lieux et monuments
Le site historique comporte un complexe bouddhiste, comprenant le temple de la Mahabodhi, avec le trône de diamant (appelé le Vajrasana) et l'arbre de la Bodhi (pipal ou ficus religiosa dit « figuier des pagodes »). Le site du temple de la Mahabodhi a été inscrit au patrimoine mondial de l'UNESCO en 2002.
Les communautés bouddhistes du monde entier ont construit dans la ville des temples ou des monastères dans le style respectif de leur pays. On y trouve ainsi un monastère tibétain, un temple et un monastère thaï, des temples japonais, birmans, un monastère cambodgien, un temple et Institut vietnamien, un temple et un monastère chinois.
La ville possède aussi un musée archéologique, ouvert en 1956.

## Galerie

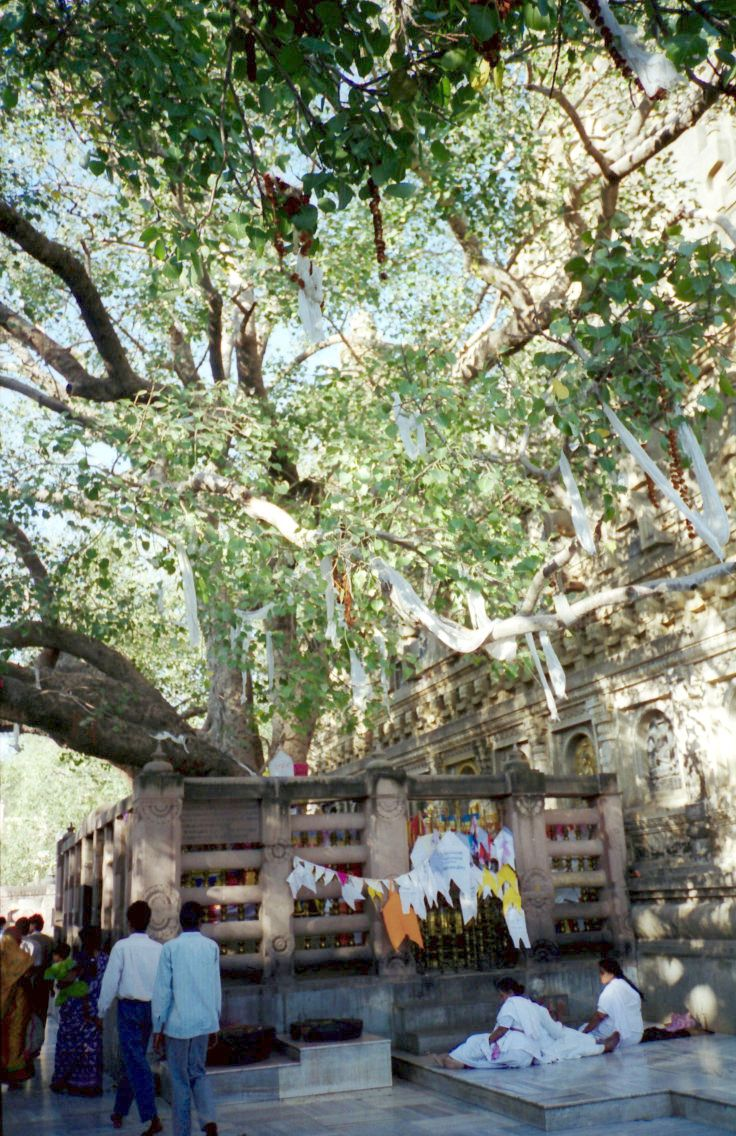
L'arbre de la bodhi près du temple de la Mahabodhi
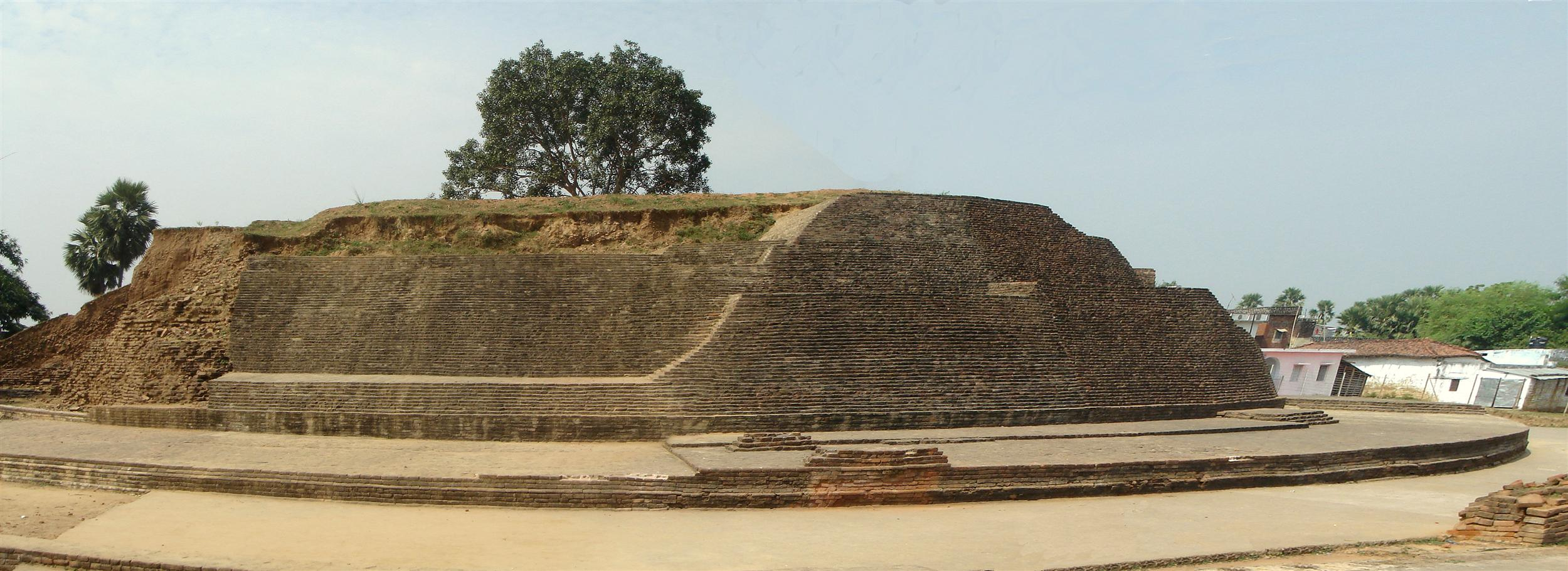
Le stūpa Sujata Kuti
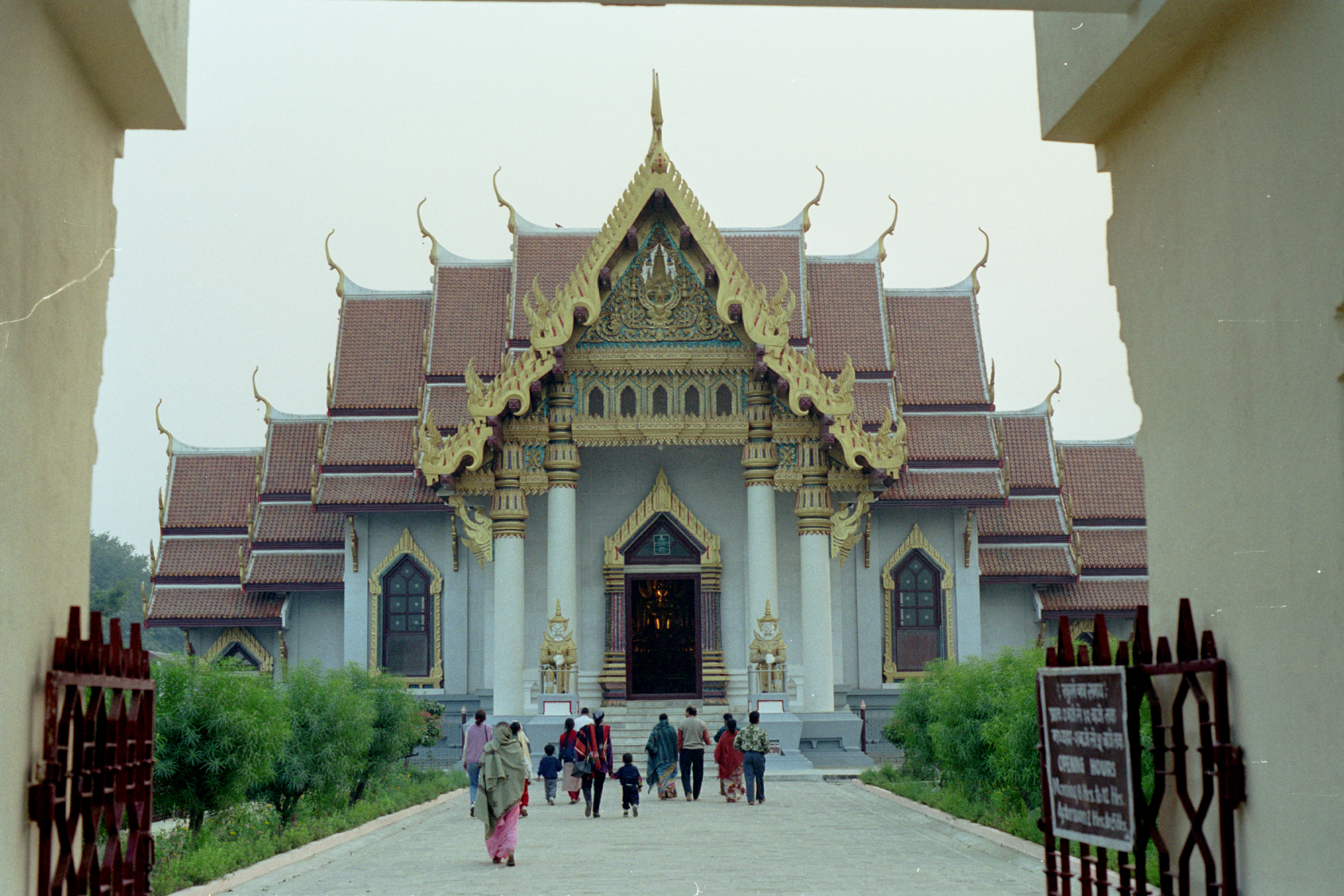
Le temple thaïlandais
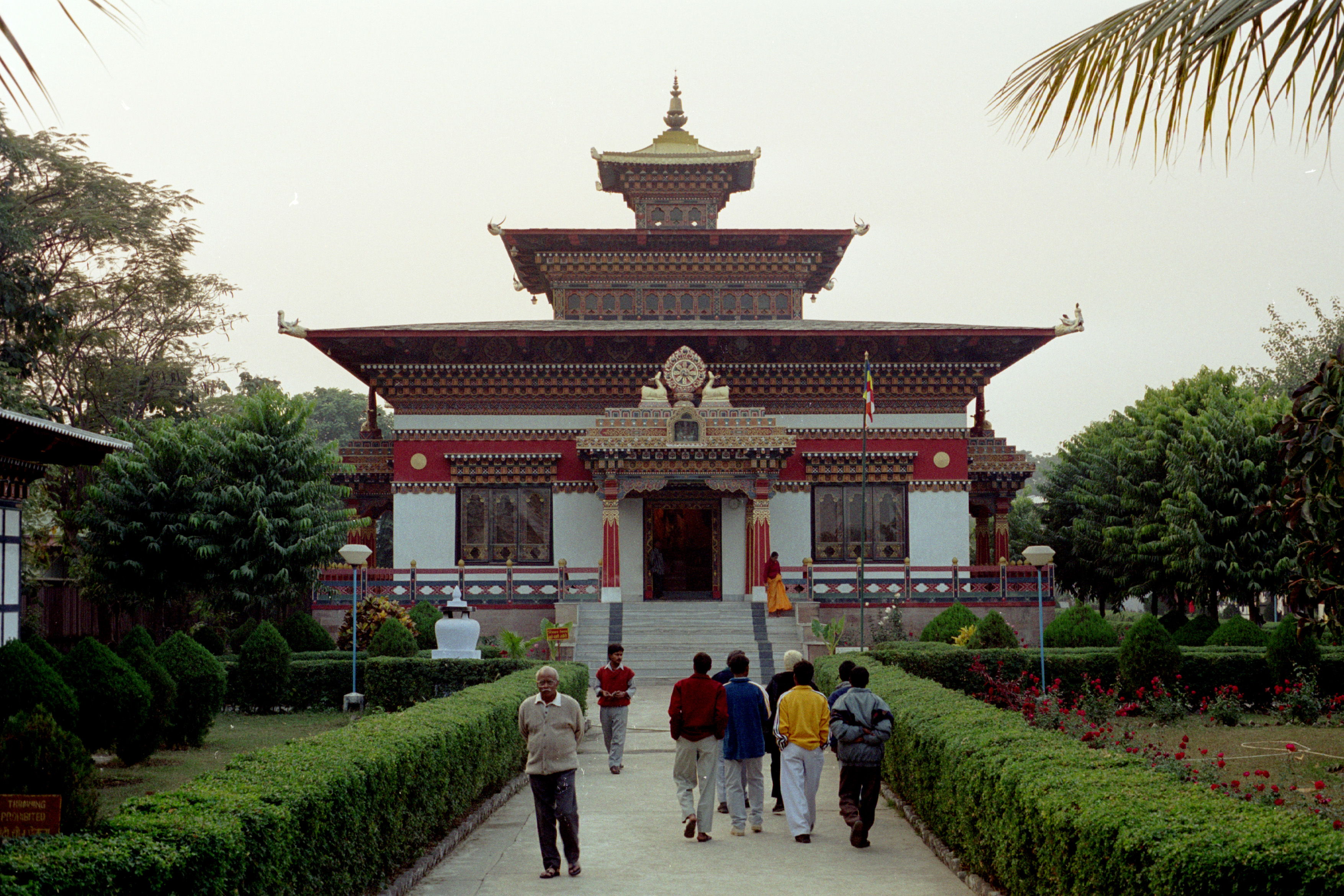
Le temple bhoutanais